# Dan Calichman
Dan Calichman (New York, 1968. február 21. –) amerikai válogatott labdarúgó.

## Nemzeti válogatott
Az amerikai válogatottban 2 mérkőzést játszott.

## Statisztika
| Amerikai válogatott | Amerikai válogatott | Amerikai válogatott |
| Időszak             | Mérk.               | gól                 |
| ------------------- | ------------------- | ------------------- |
| 1997                | 2                   | 0                   |
| Összesen            | 2                   | 0                   |